# Bob Warlick
Robert Lee "Bob" Warlick (Hickory, Carolina del Norte, 20 de marzo de 1941-Long Beach, California, 6 de septiembre de 2005) fue un jugador de baloncesto estadounidense que disputó cuatro temporadas en la NBA y una más en la ABA. Con 1,96 metros de estatura, lo hacía en la posición de escolta.

## Trayectoria deportiva

### Universidad
Tras jugar su primera temporada como universitario en los Pioneers de la Universidad de Denver, fue transferido al año siguiente al Junior College de Pueblo, y de ahí a los Waves de la Universidad de Pepperdine, donde disputó dos temporadas, en las que promedió 16,7 puntos y 11,2 rebotes por partido, liderando a su universidad en anotación y siendo elegido ambos años en el mejor quinteto de la West Coast Conference.

### Profesional
Tras no ser elegido en el Draft de la NBA de 1963, su primer contrato profesional lo firmó con los Detroit Pistons en 1965, jugando únicamente 10 partidos en los que promedió 2,4 puntos y 1,6 rebotes.
Al año siguiente fue traspasado a los San Francisco Warriors, donde en su primera temporada, a pesar de perdérsela casi entera por lesiones, llegó a disputar las Finales en las que cayeron ante Philadelphia 76ers. Warlick promedió 3,0 puntos y 1,7 rebotes por partido. Al año siguiente tuvo una participación mucho más activa en el equipo, jugando casi 20 minutos por partido, para promediar 8,9 puntos y 3,8 rebotes.
En 1978, debido a la llegada de nuevos equipos a la liga, fue incluido en el Draft de Expansión, siendo elegido por los Milwaukee Bucks, quienes lo despedirían semanas más tarde, fichando entonces por Phoenix Suns. En el equipo de Arizona jugó una temporada como suplente de Dick Van Arsdale y de Dick Snyder, promediando 8,0 puntos y 2,4 rebotes por partido.
Tras ser despedido, fichó por Los Angeles Stars de la ABA, donde jugaría una última temporada como profesional, promediando 10,0 puntos y 3,9 rebotes por partido.

## Estadísticas de su carrera en la NBA y la ABA

### Temporada regular
| Temporada | Edad | Equipo                 | Liga  | P   | TIT | MIN  | TC  | TCA  | %TC  | 3P  | 3PA | %3P  | TL  | TLA | %TL  | R.OF. | R.DEF. | REB | ASIS | ROB | TAP | PER | FP  | PTS  |
| 1965-66   | 24   | Detroit Pistons        | NBA   | 10  |     | 7.8  | 1.1 | 3.8  | .289 |     |     |      | 0.2 | 0.6 | .333 |       |        | 1.6 | 1.0  |     |     |     | 0.8 | 2.4  |
| 1966-67   | 25   | San Francisco Warriors | NBA   | 12  |     | 5.4  | 1.3 | 4.3  | .288 |     |     |      | 0.5 | 0.9 | .545 |       |        | 1.7 | 0.8  |     |     |     | 0.3 | 3.0  |
| 1967-68   | 26   | San Francisco Warriors | NBA   | 69  |     | 19.1 | 3.7 | 8.8  | .421 |     |     |      | 1.4 | 2.5 | .567 |       |        | 3.8 | 2.3  |     |     |     | 2.4 | 8.9  |
| 1968-69   | 27   | TOTAL                  | NBA   | 66  |     | 15.1 | 3.2 | 7.7  | .418 |     |     |      | 1.3 | 2.2 | .613 |       |        | 2.3 | 2.0  |     |     |     | 1.8 | 7.8  |
| 1968-69   | 27   | Milwaukee Bucks        | NBA   | 3   |     | 7.3  | 0.3 | 2.7  | .125 |     |     |      | 1.3 | 1.7 | .800 |       |        | 0.3 | 0.3  |     |     |     | 1.0 | 2.0  |
| 1968-69   | 27   | Phoenix Suns           | NBA   | 63  |     | 15.5 | 3.4 | 8.0  | .423 |     |     |      | 1.3 | 2.2 | .606 |       |        | 2.4 | 2.1  |     |     |     | 1.9 | 8.0  |
| 1969-70   | 28   | Los Angeles Stars      | ABA   | 29  |     | 24.5 | 3.9 | 10.7 | .362 | 0.0 | 0.0 | .000 | 2.2 | 3.3 | .677 | 1.8   | 2.2    | 3.9 | 2.6  |     |     | 2.0 | 2.4 | 10.0 |
| Total     |      |                        | TOTAL | 186 |     | 17.0 | 3.3 | 8.2  | .401 | 0.0 | 0.0 | .000 | 1.4 | 2.3 | .603 | 1.8   | 2.2    | 3.0 | 2.1  |     |     | 2.0 | 2.0 | 7.9  |
|           |      |                        | NBA   | 157 |     | 15.7 | 3.2 | 7.7  | .410 |     |     |      | 1.2 | 2.1 | .582 |       |        | 2.9 | 2.0  |     |     |     | 1.9 | 7.5  |
|           |      |                        | ABA   | 29  |     | 24.5 | 3.9 | 10.7 | .362 | 0.0 | 0.0 | .000 | 2.2 | 3.3 | .677 | 1.8   | 2.2    | 3.9 | 2.6  |     |     | 2.0 | 2.4 | 10.0 |

### Playoffs
| Temporada | Edad | Equipo                 | Liga | P  | MIN | TCA | TC  | 3PA | 3P | TLA | TL | R.OF. | REB | ASIS | ROB | TAP | PER | FP | PTS | %TC  | %3P | %FT  | MIN  | PTS  | REB | AST |
| 1966-67   | 25   | San Francisco Warriors | NBA  | 2  | 8   | 0   | 2   |     |    | 0   | 0  |       | 0   | 1    |     |     |     | 0  | 0   | .000 |     |      | 4.0  | 0.0  | 0.0 | 0.5 |
| 1967-68   | 26   | San Francisco Warriors | NBA  | 10 | 226 | 55  | 118 |     |    | 28  | 37 |       | 53  | 24   |     |     |     | 26 | 138 | .466 |     | .757 | 22.6 | 13.8 | 5.3 | 2.4 |
| Total     |      |                        | NBA  | 12 | 234 | 55  | 120 |     |    | 28  | 37 |       | 53  | 25   |     |     |     | 26 | 138 | .458 |     | .757 | 19.5 | 11.5 | 4.4 | 2.1 |